# John A. Bargh
John A. Bargh (* 9. Januar 1955 in Champaign (Illinois), USA) ist ein US-amerikanischer Psychologe. Sein Experiment zur unbewussten Beeinflussung von Verhalten durch Priming von 1996 ging sofort in die Liste der klassischen Experimente in der Psychologie ein. Seine Arbeiten haben großen Einfluss auf die Diskussion zum freien Willen. Er selbst sagt dazu: „‚Freier Wille‘ ist ein religiöser Begriff; er ist kein wissenschaftlicher Begriff.“

## Leben
Bargh studierte Psychologie bis zum Bachelor an der University of Illinois und wechselte für sein postgraduales Studium an die University of Michigan, wo er bei Robert Zajonc 1981 seinen Doktorgrad erwarb. Seine Doktorarbeit wurde von der Society for Experimental Social Psychology preisgekrönt. Noch im selben Jahr wurde er Assistant Professor an der New York University, wo er 22 Berufsjahre blieb. Heute arbeitet er an der Yale University, wo er das Labor Automaticity in Cognition, Motivation, and Evaluation (ACME) gründete.

## Experiment zum „Florida-Effekt“
Die Versuchspersonen sollten zunächst aus vier von fünf vorgegebenen Wörtern Sätze bilden, zum Beispiel aus „finds, he, it, yellow, instantly“ den Satz „he finds it instantly“. Dann sollten sie für eine zweite Aufgabe in einen anderen Raum am Ende eines Korridors gehen. Im Experiment ging es tatsächlich darum zu messen, wie lange die Probanden für die Gehstrecke benötigten. Die eine Hälfte der Versuchspersonen, die Experimentalgruppe, hatte Wortlisten bekommen, die Begriffe wie Florida, vergesslich, Glatze, grau oder Falte enthielten, also Wörter, die mit alten Menschen assoziiert werden. Diese Gruppe ging deutlich langsamer als die Kontrollgruppe, das heißt allein das Lesen bestimmter Wörter beeinflusste das Verhalten der Probanden, ohne dass diese davon etwas bemerkten. Sie wähnten ihr Verhalten als ihrer bewussten Kontrolle unterliegend.
Dass der Effekt auch umgekehrt funktioniert, konnte Thomas Mussweiler zeigen. Seine Versuchspersonen sollten fünf Minuten lang langsam umhergehen. Anschließend konnten sie besser als die Kontrollgruppe Wörter identifizieren, die mit alten Menschen assoziiert werden.
Der Florida-Effekt konnte 2011 in einer Studie nicht reproduziert werden, was zu einer Kontroverse über die Nachweisbarkeit von Priming führte.

## Auszeichnungen
- 2011 – Elected Fellow der American Academy of Arts and Sciences
- 2007 – Scientific Impact Award der Society for Experimental Social Psychology
- 2006 – Donald T. Campbell Award der Society for Personality and Social Psychology
- 2001 – Guggenheim Fellowship
- 2001 – Fellow des Center for Advanced Study in the Behavioral Sciences
- 1990 – Max-Planck-Forschungspreis (mit Peter Gollwitzer)
- 1989 – Early Career Award der American Psychological Association

## Schriften
- Before you know it. Deutsch: Vor dem Denken : wie das Unbewusste uns steuert. München: Droemer, 2018, ISBN 978-3-426-27661-7.
- E. Morsella, J. A. Bargh, P. M. Gollwitzer: Oxford handbook of human action. Oxford University Press, New York 2009.
- R. Hassin, J. Uleman, J. Bargh (Hrsg.): The new unconscious. Oxford University Press, New York 2005.
- P. M. Gollwitzer, J. A. Bargh (Hrsg.): The psychology of action: Linking motivation and cognition to behavior. Guilford Publications, New York 1996.
- J. S. Uleman, J. A. Bargh (Hrsg.): Unintended thought. Guilford Publications, New York 1989.